# Église du Sacré-Cœur de Ghardimaou
L'église du Sacré-Cœur de Ghardimaou, située dans la ville de Ghardimaou en Tunisie, est une église catholique construite en 1904 pendant le protectorat français. Cédée au gouvernement tunisien en 1964, elle abrite désormais une maison de jeunes et le club local sportif de karaté.

## Historique de l'église
La proximité de l'Algérie et la présence de nombreuses mines dans les environs sont à l'origine de la présence chrétienne dans cette ville frontière qui compte 380 catholiques en 1901. C'est pourquoi la localité est érigée en paroisse dès 1899.
L'abbé Félix Degoul est envoyé sur place avec la mission de construire un presbytère et une église. Dépourvu de tout moyen financier, il en est réduit à profiter de l'arrêt des trains en provenance d'Algérie au poste de douane pour quêter dans les voitures et sur les quais de la gare. Il se rend également en France pour y collecter des dons, avec un certain succès puisqu'il parvient à réunir les 15 000 francs nécessaires pour la construction des églises de Ghardimaou et Chemtou.
Grâce à la générosité d'un paroissien, M. Pellicot, qui fait don d'un terrain de 3 777 m2, le chantier peut démarrer sous la conduite de l'entrepreneur Torelli. L'église est achevée en 1904 et consacrée au Sacré-Cœur.
Construite en face de la gare, c'est une église de style néo-roman à nef avec transept surmontée d'un clocher en forme de tour.
Toujours aussi démuni, l'abbé Degoul ouvre une épicerie pour tenter de gagner de quoi entretenir les deux églises mais il meurt en 1909 sans parvenir à ses fins. L'un de ses successeurs, l'abbé Laverdure, profite de ses talents d'artiste peintre pour embellir l'édifice de ses compositions après son arrivée en 1913. Mais la paroisse est toujours aussi pauvre. Si la population catholique est montée jusqu'à 600 fidèles en 1909, elle ne cesse de décroître au rythme des fermetures des mines. En 1917, le nombre de messes ne se monte qu'à 27, soit moins d'un office par semaine. Après le départ de l'abbé Laverdure en 1921, la paroisse est rattachée à celle de Souk El Arba en attendant la nomination d'un nouveau prêtre qui ne vient que deux ans plus tard. Jusqu'à sa fermeture, l'église de Ghardimaou ne connaîtra ainsi que des desservants épisodiques.

## Bâtiment après l'indépendance
Après l'indépendance de la Tunisie en 1956, l'installation de l'Armée de libération nationale algérienne dans la zone frontalière dès le début de la guerre d'Algérie rend difficile la cohabitation avec les colons français. La dégradation de la situation sécuritaire justifie le protocole franco-tunisien du 8 mai 1957 qui permet au gouvernement tunisien de racheter avec des fonds français les 288 propriétés situées dans la zone concernée. Toute la population européenne n'a d'autre choix que de quitter la ville. L'église est fermée faute de fidèles et le cercueil de l'abbé Degoul est transféré à Thibar.
Le sort de l'édifice est réglé par le modus vivendi signé entre le gouvernement tunisien et le Vatican le 10 juillet 1964. L'église est cédée au gouvernement tunisien avec l'assurance qu'elle ne sera utilisée qu'à des fins d'intérêt public compatibles avec son ancienne destination.
Elle abrite désormais la maison de jeunes de la ville ainsi que le club local de karaté. Le presbytère voisin héberge l'association sportive de la ville.

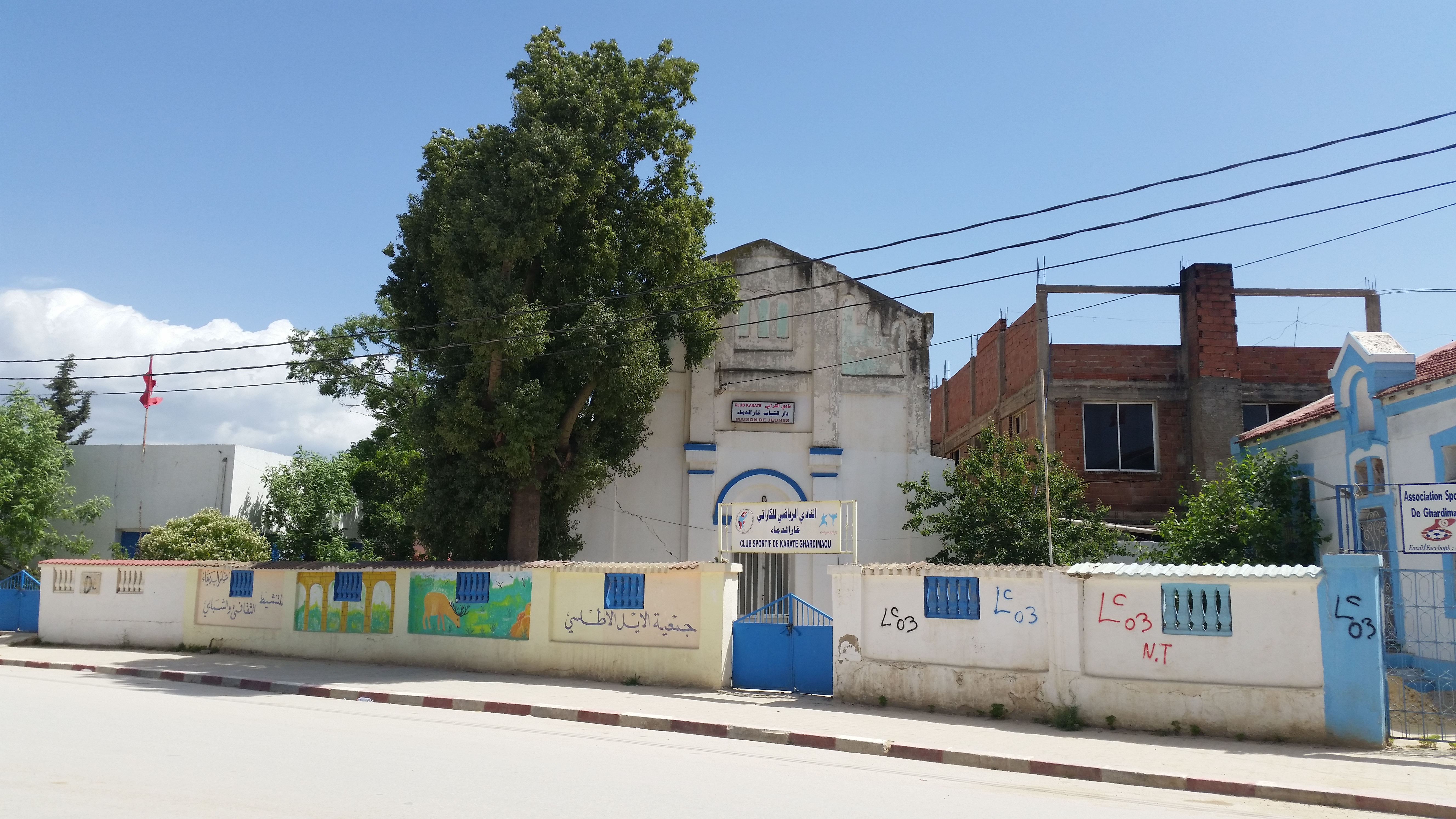
Façade nord-ouest.
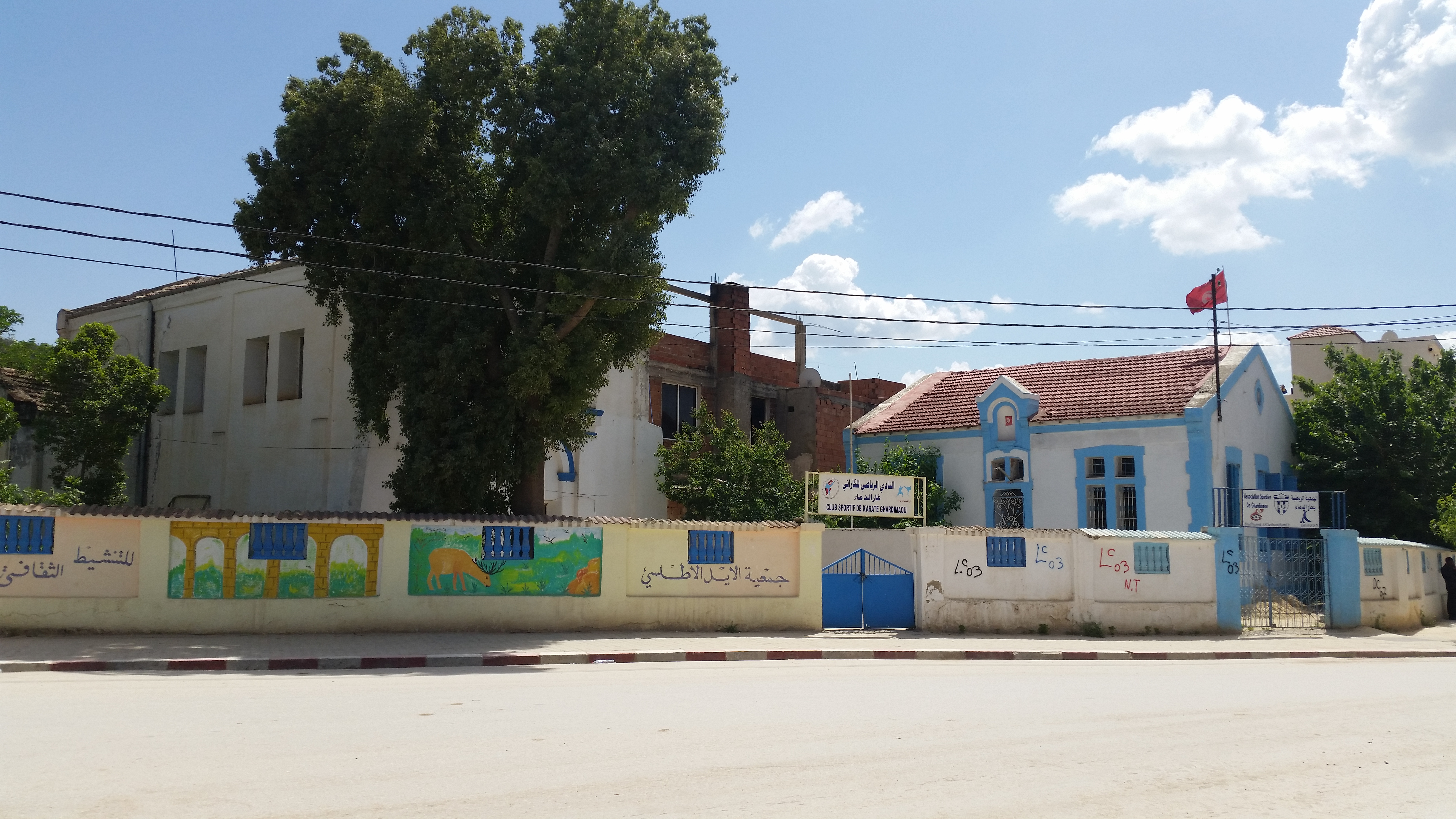
Façade nord-est et ancien presbytère.
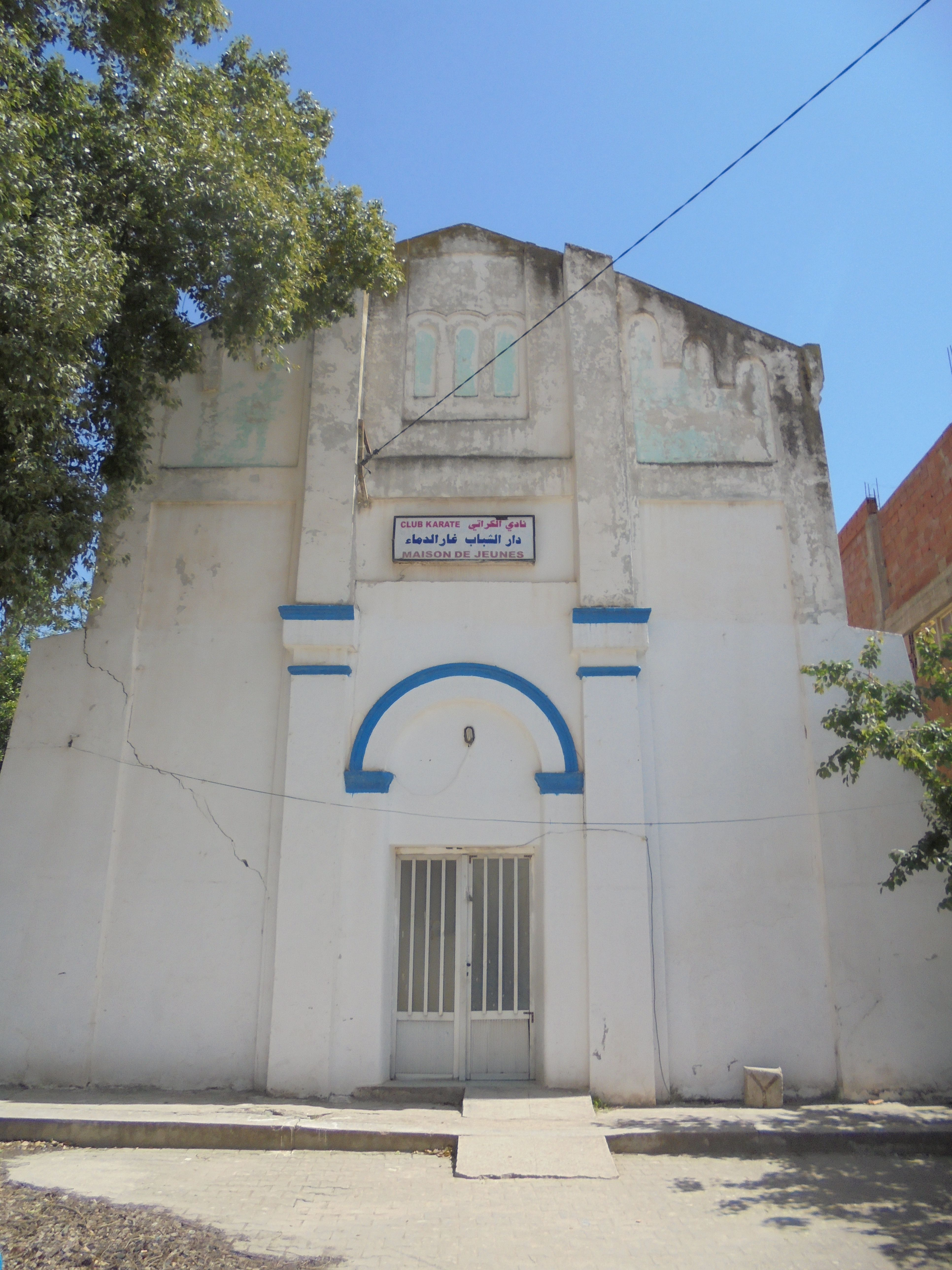
Façade principale.
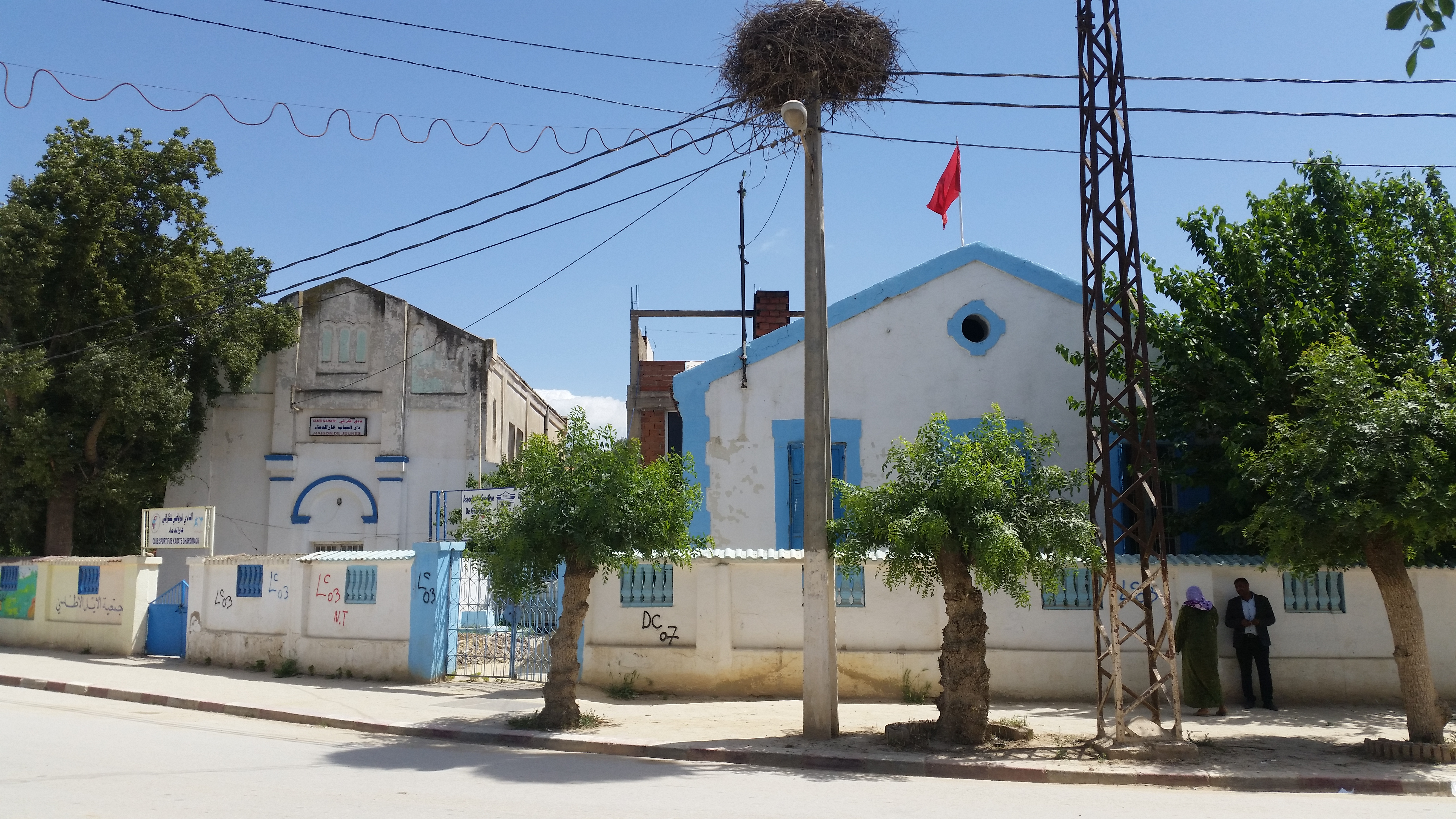
Façades nord-ouest de l'église et du presbytère.
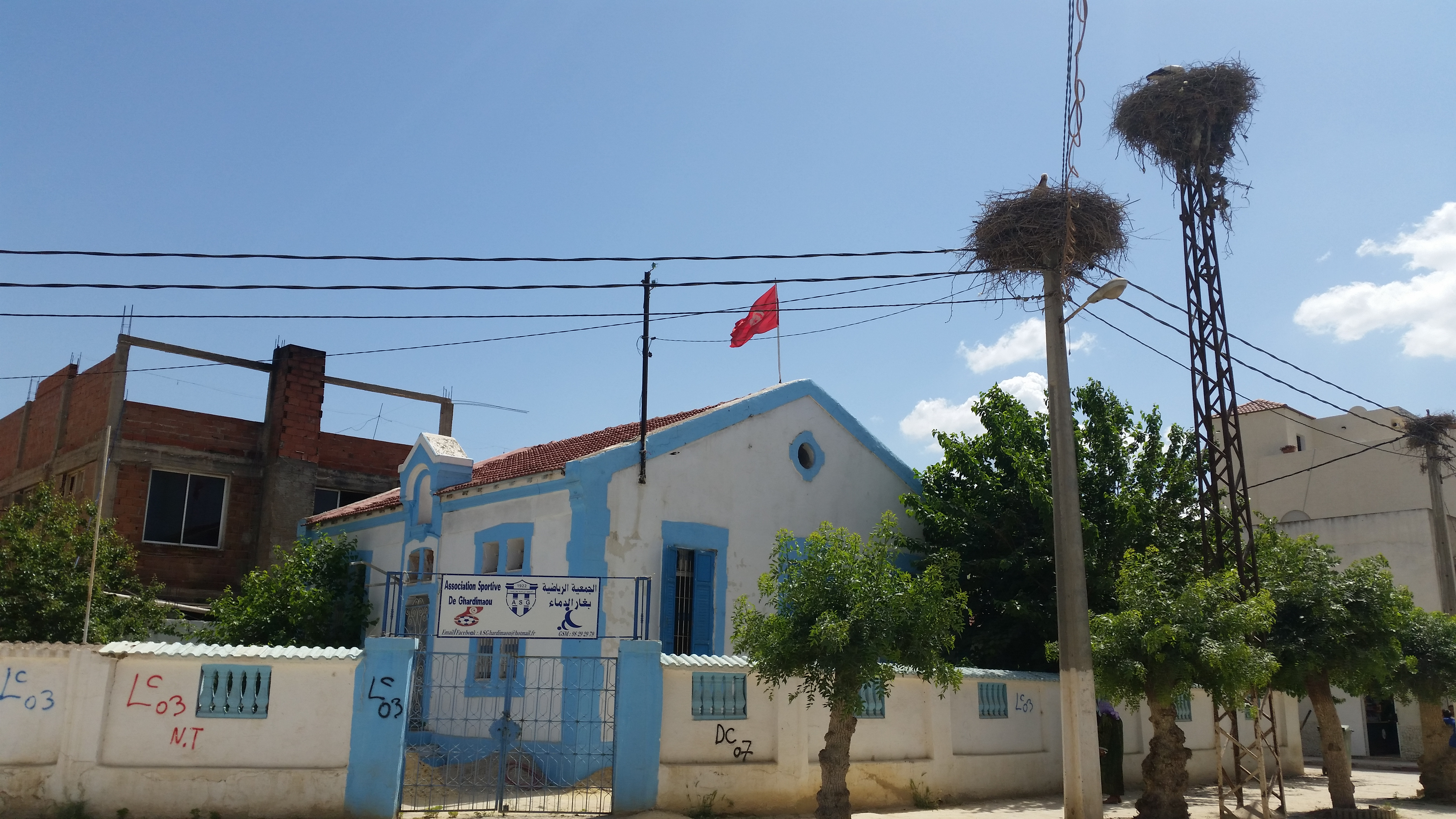
Ancien presbytère.
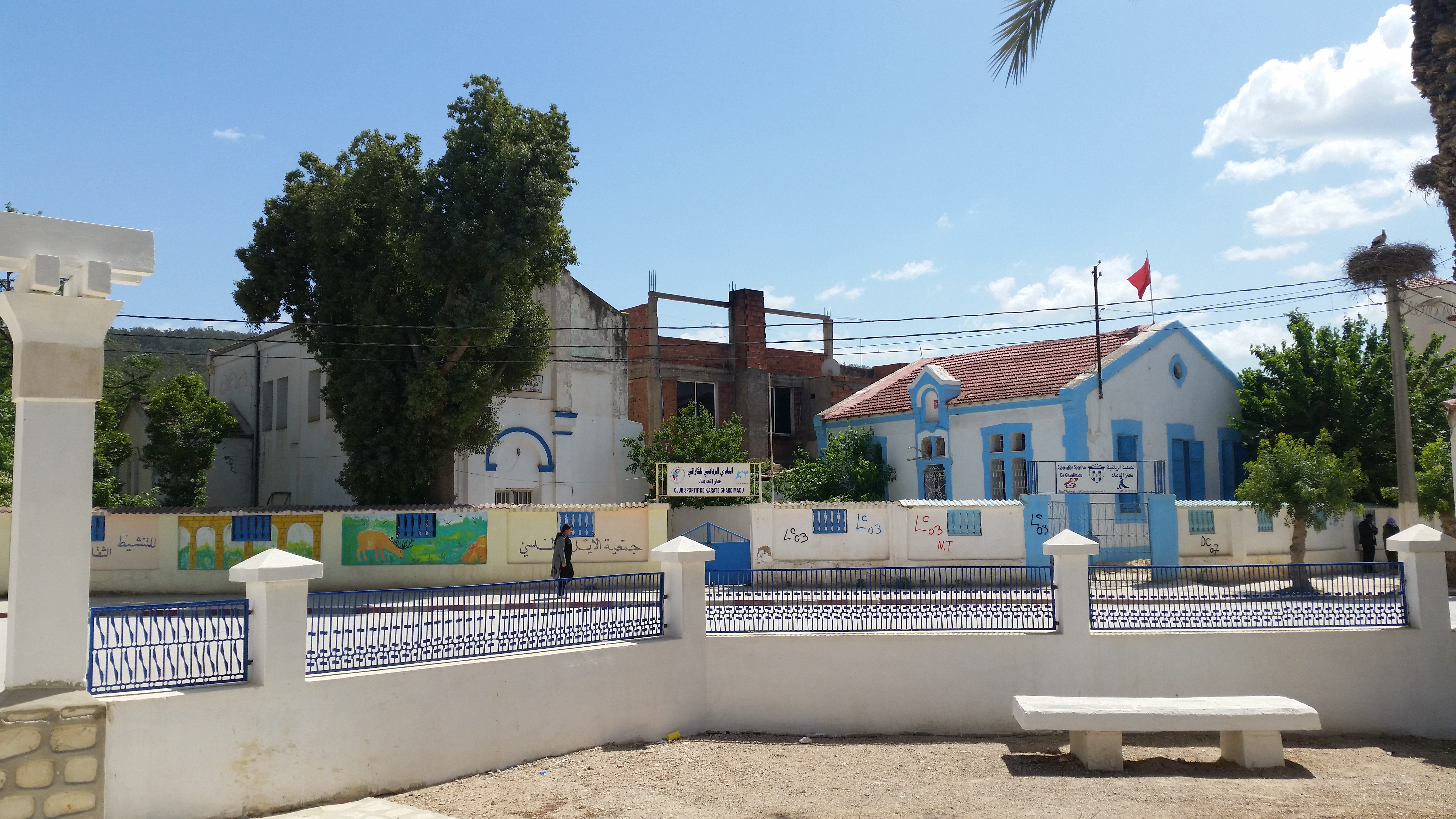
Vue générale.

## Curés de la paroisse
- Abbé Félix Degoul (1899-1909) ;
- Abbé Trouillet (1909-?) ;
- Abbé Maës (?-1913) ;
- Abbé Laverdure (1913-1921) ;
- Abbé Séta (1923-1933) ;
- Abbé Rost (1941-1943, 1945-1952) ;
- Abbé Charenza (1952-1955).